# Candali
Candali is een bestuurslaag in het regentschap Bogor van de provincie West-Java, Indonesië. Candali telt 4727 inwoners (volkstelling 2010).